# Adontosternarchus devenanzii
Adontosternarchus devenanzii is een straalvinnige vissensoort uit de familie van de staartvinmesalen (Apteronotidae). De wetenschappelijke naam van de soort is voor het eerst geldig gepubliceerd in 1985 door Mago-Leccia, Lundberg & Baskin.